# Charadrius hiaticula

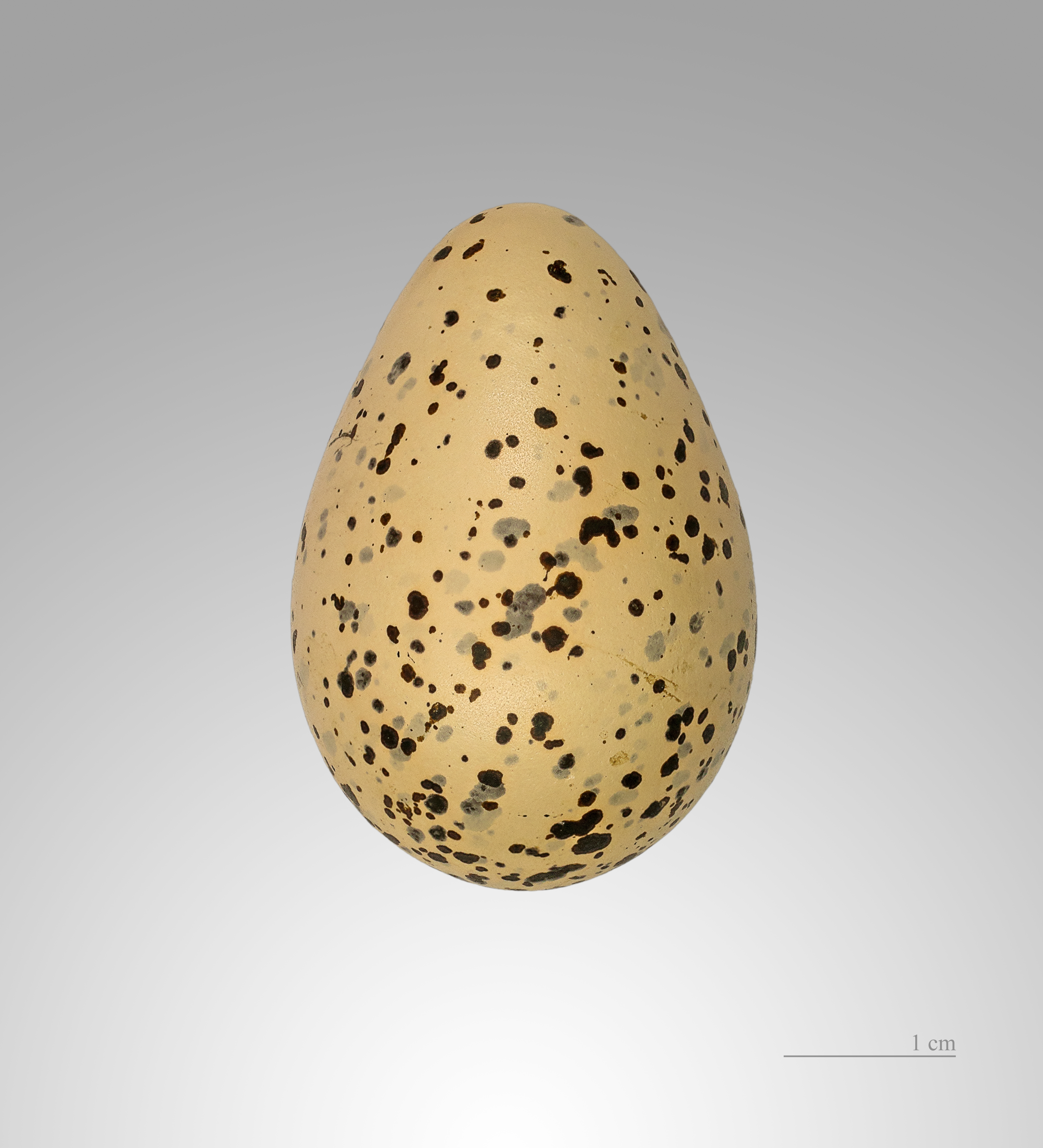
Charadrius hiaticula

Charadrius hiaticula là một loài chim trong họ Charadriidae.

## Phân bố
Môi trường sinh sản của loài chim này là mặt đất mở trên các bãi biển hoặc căn hộ trên khắp miền bắc Âu-Á và ở phía đông bắc Bắc Canada. Một số loài chim sinh sản trong đất liền, và ở Tây Âu, chúng làm tổ ở phía nam như miền bắc nước Pháp. Chúng làm tổ trên mặt đất trong một khu vực mở với rất ít hoặc không có sự phát triển của thực vật.
Loài chim này là loài di cư và mùa đông ở các khu vực ven biển phía nam châu Phi. Ở Na Uy, các nhà địa lý học đã tiết lộ rằng những con chim sinh sản trưởng thành di cư đến Tây Phi. Nhiều cá thể ở Anh và miền bắc nước Pháp cư trú trong suốt cả năm.

## Hình ảnh

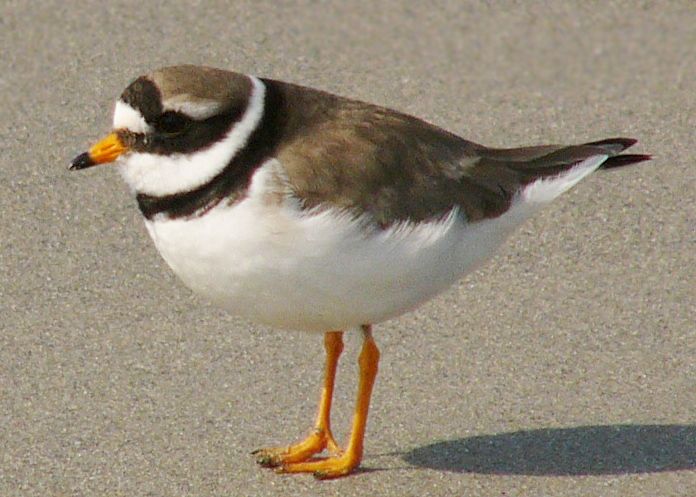
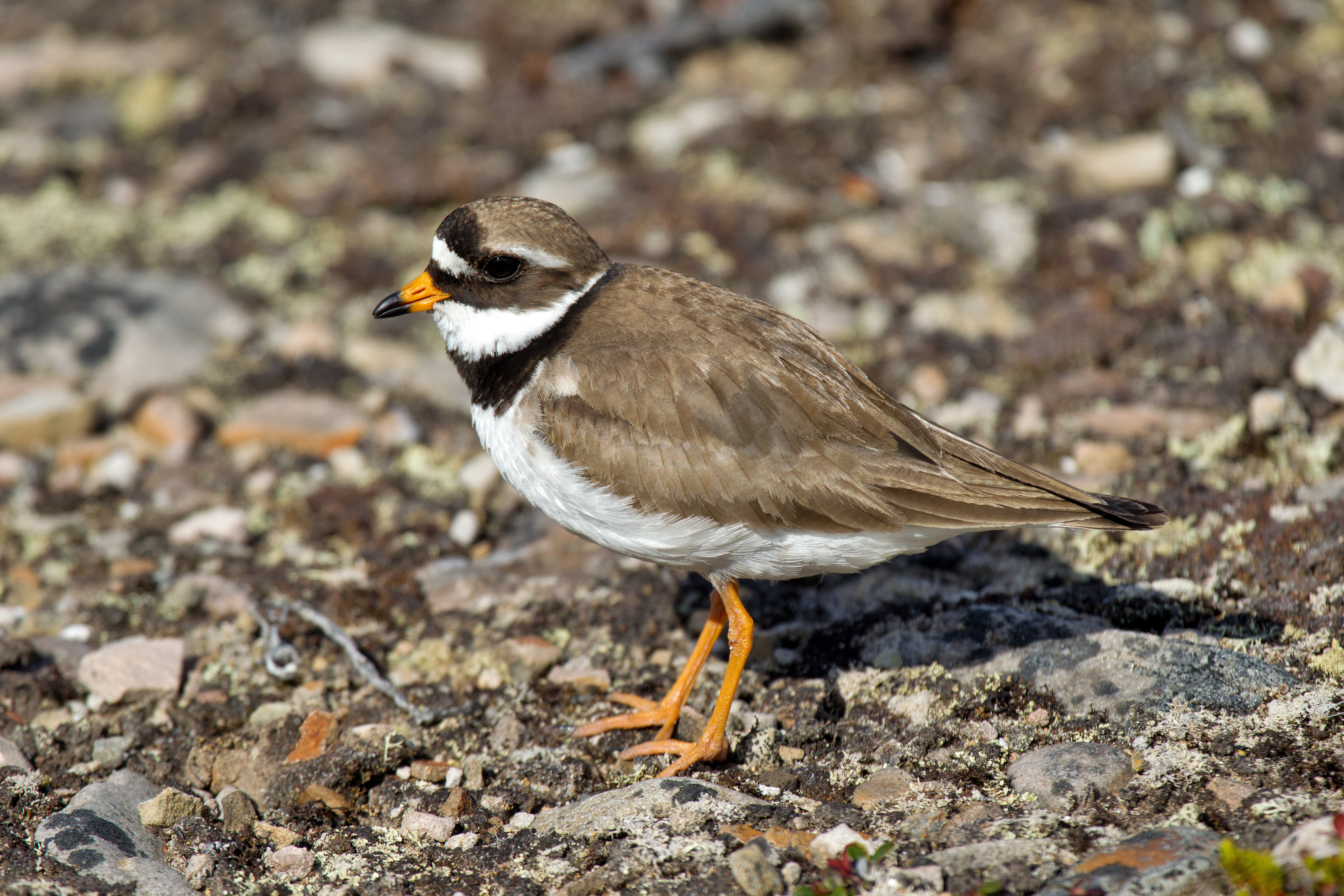
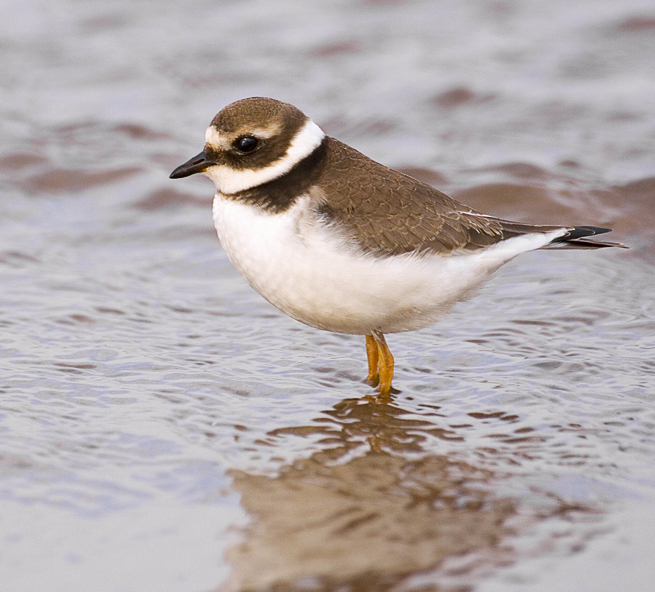
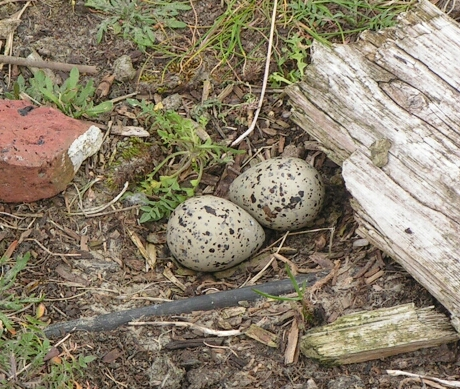